# Телескоп имени Виктора Бланко
Телескоп имени Виктора Бланко (англ. Víctor M. Blanco Telescope), также известный как 4-метровый телескоп Бланко (англ. Blanco 4m) — телескоп, расположенный в межамериканской обсерватории Серро-Тололо в Чили. Телескоп введён в эксплуатацию в 1974 году, строительство закончено в 1976 году. Похож на 4-метровый телескоп имени Николаса Мейола, расположенный на Китт-Пик. В 1995 году назван именем пуэрто-риканского астронома Виктора Мануэля Бланко.
Вновь установленная на телескопе мощная обзорная камера DECam (Dark Energy Camera) с разрешением в 570 мегапикселей стала главным инструментом исследования в проекте по изучению тёмной энергии «Dark Energy Survey», первые результаты на камере DECam были получены в сентябре 2012 года. Камера DECam состоит из 62 отдельных камер, установленных на поверхности одной большой матрицы. Один снимок DECam охватывает область ночного неба, имеющий диаметр в 2,2 угловых градуса, что примерно равно 20 площадям полной Луны, видимой с поверхности Земли. Хотя основная цель камеры DECam это изучение тёмной энергии, она используется и для поиска транснептуновых объектов. К концу 2013 года этот обзор за 11 ночей наблюдений отснял 235 квадратных градусов неба и обнаружил около полутысячи объектов пояса Койпера. В 2014 году на снимке DECam у астероида главного пояса (62412) 2000 SY178 был обнаружен слабый хвост, длиной около одной угловой минуты, а также в точке L4 Нептуна были обнаружены троянцы 2014 QO441 и 2014 QP441. Кроме того, в рамках обзора было обнаружено ещё 20 объектов, в том числе 2013 RF98, обладающий одним из самых больших периодов обращения.